# Fão
Fão ist ein Ort und eine ehemalige Gemeinde (Freguesia) im Norden Portugals.

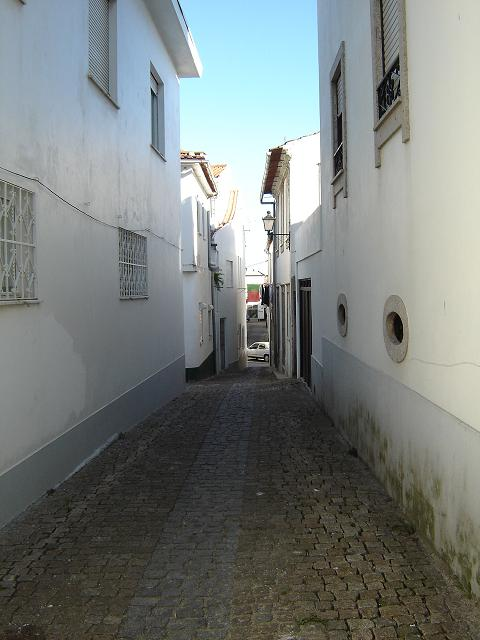
Cangosta dos Godos (dt.: Gotengasse) in Fão

Fão gehört zum Kreis Esposende im Distrikt Braga. Die Gemeinde hatte eine Fläche von 5,8 km² und 3080 Einwohner (Stand 30. Juni 2011). Am 8. Januar 1976 wurde der Ort zur Vila (dt. Kleinstadt) erhoben.
Am 29. September 2013 wurden die Gemeinden Fão und Apúlia zur neuen Gemeinde União das Freguesias de Apúlia e Fão zusammengeschlossen.

## Strand
Südlich der Mündung des Cávado im Landschaftsschutzgebiet liegt der Sandstrand Praia de Ofir.